# NGC 1632
NGC 1632 (другие обозначения — IC 386, NPM1G -09.0208, PGC 15769) — спиральная галактика (Sa) в созвездии Эридана. Открыта Фрэнком Муллером в 1886 году. Описание Дрейера: «очень тусклый, очень маленький объект круглой формы».
Этот объект входит в число перечисленных в оригинальной редакции «Нового общего каталога». На координатах, первоначально указанных в нём, с учётом поправки на прецессию, ничего нет, но рядом расположены две галактики, попавшие в Индекс-каталог: IC 382 и IC 386, удалённые соответственно на 75s на запад и на 50s на восток. Считается, что IC 386, хотя она и более тусклая, соответствует записи NGC 1632, так как описания IC 386 и NGC 1632 совпадают.